# Associação Desportiva Cabofriense
L'Associação Desportiva Cabofriense, noto anche semplicemente come Cabofriense, è una società calcistica brasiliana con sede nella città di Cabo Frio, nello stato di Rio de Janeiro.

## Storia
Il club è stato fondato il 2 gennaio 1997 come Associação Atlética Cabofriense, e successivamente ha cambiato nome in Associação Desportiva Cabofriense. L'Associação Desportiva Cabofriense successivamente andò in bancarotta, e venne sostituito dal Cabo Frio Futebol Clube. Nel 2001, il Cabo Frio è tornato a chiamarsi Associação Desportiva Cabofriense.

## Palmarès

### Competizioni statali
- Campeonato Carioca Série A2: 4

1998, 2002, 2010, 2013

### Altri piazzamenti
- Campionato Carioca:

Semifinalista: 2014